# Hippocampus capensis
Капски морски коњић (Hippocampus capensis) је зракоперка из реда Syngnathiformes и породице морских коњића и морских шила (Syngnathidae). 

## Распрострањење
Ареал врсте је ограничен на једну државу. Јужноафричка Република је једино познато природно станиште врсте.

## Угроженост
Ова врста се сматра угроженом.